# Antalyaspor

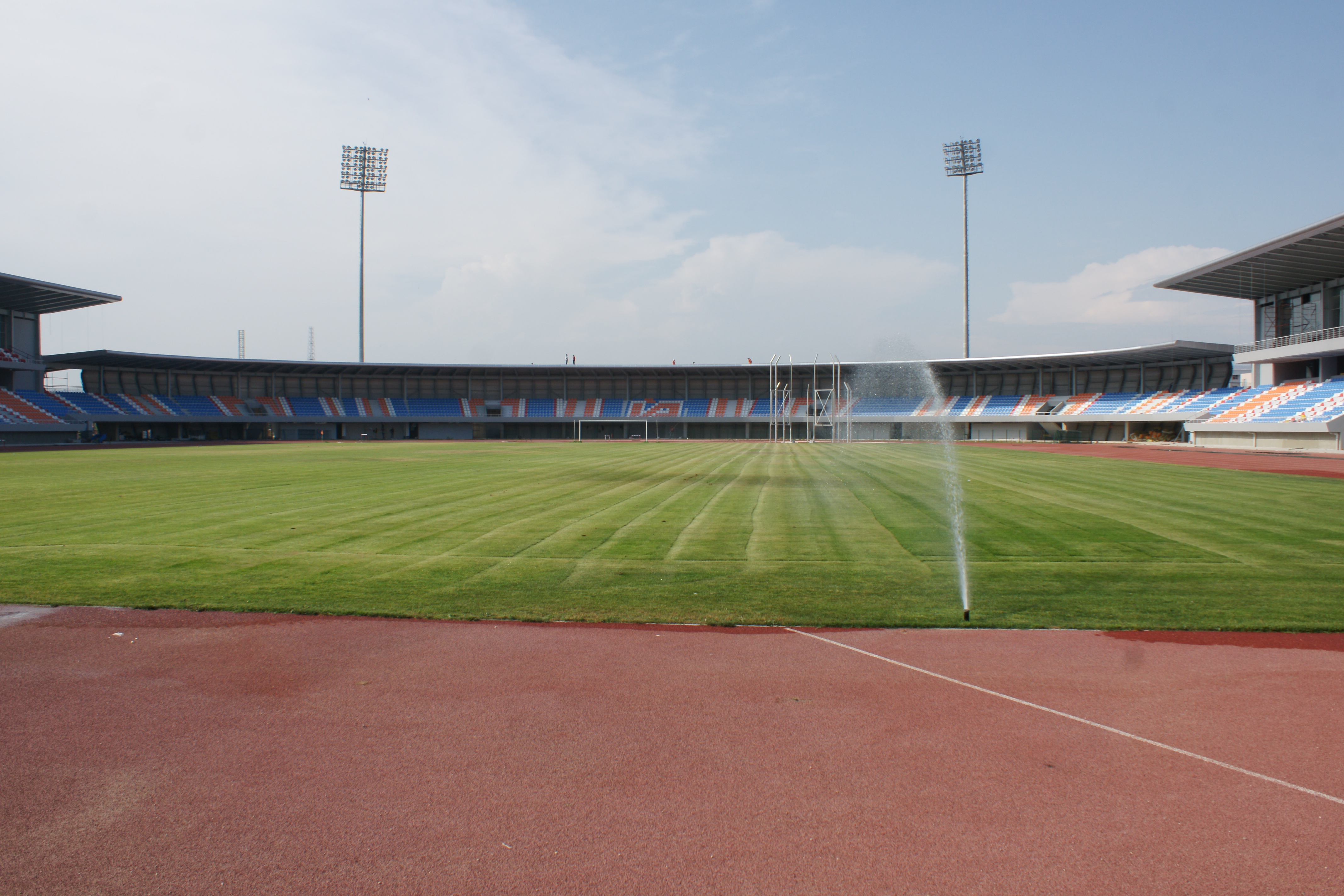
Akdeniz Üniversitesi Stadyumu

Antalyaspor (celým názvem podle sponzora Medical Park Antalyaspor Kulübü) je turecký sportovní klub z města Antalya, jehož fotbalový oddíl působí v turecké lize Süper Lig. Klub byl založen v roce 1966 a svoje domácí utkání hraje na novém stadionu Akdeniz Üniversitesi Stadyumu s dočasnou kapacitou 7 100 diváků (od sezóny 2012/13, později má být navýšena). Klubové barvy jsou červená a bílá.

## Trenéři
- Yılmaz Vural (1988–1989)
- Şenol Güneş (1997–1998)
- Jozef Jarabinský (1998–1999)
- Rüdiger Abramczik (červenec 1999–červen 2000)
- Yılmaz Vural (2005–2007)
- Rasit Cetiner (červen 2007–prosinec 2007)
- Hikmet Karaman (March 2008–srpen 2008)
- Jozef Jarabinský (červenec 2008–říjen 2008)
- Mehmet Özdilek (listopad 2008–květen 2013)

## Čeští hráči v klubu
Seznam českých hráčů, kteří působili v klubu Antalyaspor:
- Milan Baroš (2013–2014)[4]
- Petr Janda (2012–2015)[5]
- Ondřej Čelůstka (2015–2020)[6]